# Râul Staicu
Râul Staicu este un curs de apă, afluent al râului Jiul de Est. 